# خاویر ژیل
خاویر ژیل (انگلیسی: Javier Gil؛ زادهٔ ۳ مهٔ ۲۰۰۶) بازیکن فوتبال است که در حال حاضر برای یوونتوس نکست جن در پست مدافع بازی می‌کند.
وی همچنین در تیم ملی فوتبال زیر ۱۹ سال اسپانیا بازی کرده است.